# Banco Desarrollo de Scotiabank
El Banco Desarrollo (anteriormente Banco del Desarrollo) fue la división de consumo de Scotiabank Chile, cuya misión es apoyar a los empleados menores de la sociedad chilena, es decir, está enfocado a las clases baja y media baja chilena, y a los microempresarios. Fue creado por el Cardenal Raúl Silva Henríquez, el 15 de marzo de 1983.

## Historia
El Banco nace en marzo de 1983, de la mano del Cardenal Raúl Silva Henríquez, como una alternativa financiera diferente, enfocada a los sectores más bajos del país. El Estado Chileno obliga a Silva Henríquez a crear un banco con los fondos que obtuvo en sus viajes por Europa. Así, adquiere las financieras Fintesa y Flandes y el Banco Empresarial de Fomento (BEF). Siendo el presidente de este, Domingo Santa María Santa Cruz, de quien fue presidente desde su fundación en 1983 hasta 1996. Estas empresas se encontraban en la ruina debido a la alza del dólar de 1982 en Chile, en la cual grandes bancos no tuvieron más remedio que vender o declararse en quiebra, como el desaparecido Banco Urquijo de Chile (filial del Banco Urquijo de España) y el Bancosorno, comprado por el grupo Santander en 1996.
El Banco siempre ha estado enfocado a los segmentos C3, D y E de la población chilena.
En 2000, el banco decide la expansión nacional, creando sucursales en pequeñas y medianas ciudades, llegando a Melipilla, San Antonio, Linares y Ovalle. Ese mismo año el banco se abrió a todo tipo de público, creando nuevos productos como Cuenta Corriente, Tarjetas VISA (crédito y débito) y Cuentas de Ahorro Multipropósito (hasta ese entonces sólo manejaba Cuentas de Ahorro para la Vivienda).
En 2007 el banco Scotiabank Sud Americano mostró su interés de adquirir el 100% del Banco del Desarrollo y fusionarse con él. La fusión fue autorizada en mayo de 2008 y fue concretada en noviembre de 2009.
Producto de la compra y fusión con Scotiabank, el Banco del Desarrollo quedó disuelto y perdió su calidad como banco tradicional, pasando a ser una división de consumo del Scotiabank. Este último comienza a operar bajo su marca las principales oficinas del Banco del Desarrollo en gran parte del país, como parte de un proceso de expansión nacional, ya que Banco del Desarrollo poseía una red de oficinas más relevante que Scotiabank.
El nuevo Banco Desarrollo de Scotiabank se destinó a clientes que no se encuentren acordes a las políticas de Scotiabank, siendo orientado a los estratos medios y bajos de la población nacional, además de abarcar el segmento microempresa, característico del banco desde su fundación en 1983. Así mismo, desde ese año, las Cuentas Corrientes y los servicios financieros derivados de estas pasan a ser controlados en su totalidad por el banco matriz, Scotiabank. 
En 2018, Scotiabank cerró su división de consumo, con su cual la marca del Banco del Desarrollo ha quedado totalmente desaparecida.